# Riz Ortolani
Riziero "Riz" Ortolani, född 25 mars 1926 i Pesaro, Marche, död 23 januari 2014 i Rom, var en italiensk kompositör, mest känd för sin filmmusik. Bland annat komponerade han musiken till filmen Cannibal Holocaust (1980). Ortolani Oscarnominerades två gånger, 1964 och 1971, för bästa sång. Han belönades med flera David di Donatello och en Golden Globe.
Ortolani gjorde musiken till den första säsongen av den italienska kriminal-TV-serien Bläckfisken 1984. På senare år förekom hans filmmusik i datorspelet Grand Theft Auto: London 1969 och filmerna Drive, Kill Bill: Volume 1 och Kill Bill: Volume 2.